# Yulongshan Tianentempel
Yulongshan Tianentempel is een groot Chinese tempelcomplex in Sibu (stad), Sarawak, Maleisië. Het werd in 2004 gebouwd en op 22 oktober in datzelfde jaar officieel geopend. Het bestaat uit meerdere gebouwen: de grote poort, kleine poort, klokkentoren, trommeltoren, Mahavirahal, Fangzhanghal (方丈楼), eethal, gastenontvangstgebouw, vergaderzaal, daoïstische gebouw voor spirituele ontwikkeling (道教丹房), Doulaohal (斗姥殿), Yuanchenhal (元辰殿), gebouw voor de Chinese volksreligiecultuur, theater, lapis lazuli muur van Ba Xian en de Negen draken.
In het complex zijn vele altaren te vinden. Er is een altaar voor de drie heiligen uit het westen (Amitabha, Guanyin, Samantabhadra), altaar voor de achttien arhats, altaar voor Skanda (boeddhisme), altaar voor Maitreya, altaren voor de Vier Hemelse Koningen, altaar voor de zonnegod, altaar voor de maangod, altaren voor de zestig jaargoden, altaar voor Doulao, altaar voor Shuntianshengmu, altaar voor Tianhou, etc.